# Publiusz Korneliusz Rufinus
Publiusz Korneliusz Rufinus – polityk rzymski. W 333 p.n.e. w obliczu zagrożenia ze strony Samnitów mianowano go dyktatorem, natomiast jego dowódcą jazdy (Magister equitum) wybrano Marka Antoniusza. Ponieważ pojawiły się niejasności co do sposobu ich wybrania, zarówno Rufinus jak i Antoniusz zrzekli się swoich urzędów.